# モンテナポレオーネ駅
モンテナポレオーネ (Montenapoleone) は、ミラノ地下鉄M3線の駅の一つで、M3線の開業した年の1990年5月3日に開業した（当初はドゥオーモ駅とチェントラーレ駅の区間）。
駅は街の中心地区のモンテナポレオーネ通りとアレッサンドロ・マンゾーニ通りとの交差点に立てられた。駅はミラノファッションの中心地区に立地する。
他の全ての3号線の駅と同じく地下駅となっている。

## 蘊蓄
当初の計画では「モンテナポレオーネ」駅は「マンゾーニ」と呼ばれスカーラ広場の下に作られるはずであった。